# Haudricourt
Pour les articles homonymes, voir Haudricourt (homonymie).
Ne doit pas être confondu avec Autricourt.
Haudricourt est une commune française située dans le département de la Seine-Maritime, en région Normandie.

## Géographie

### Description

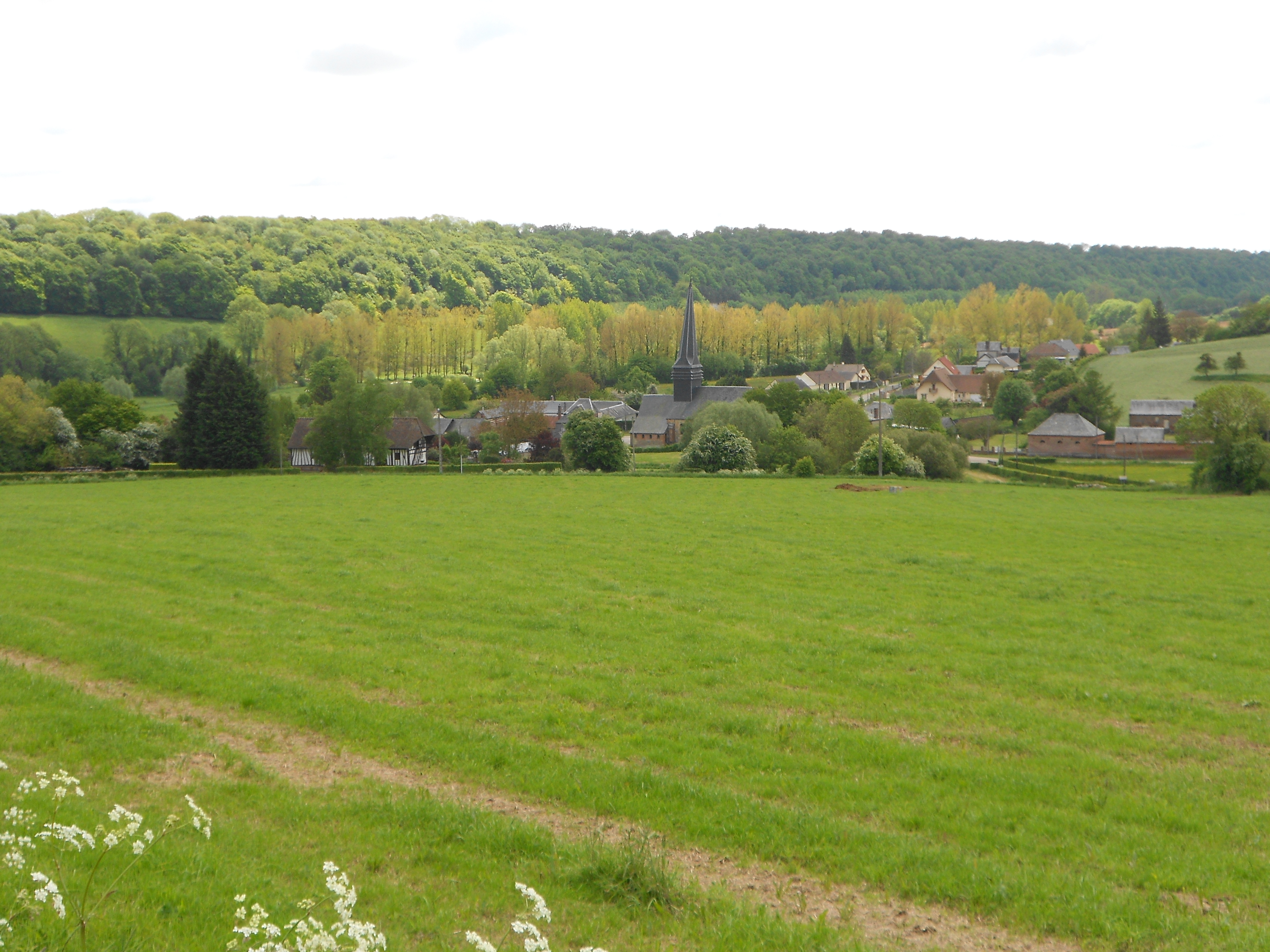
Vue sur le village.

Haudricourt est une commune normande du Pays de Bray dans la Seine-Maritime, limitrophe de l'Oise et située à 43 km au-sud-est de la Manche au Tréport, 46 km au sud-ouest d'Amiens et à 55 km au nord-est de Rouen.
Elle est desservie par l'autoroute A29 et l'ex-RN 29 (actuelle RD 929).

### Communes limitrophes
Les communes limitrophes sont  Aumale, Conteville, Criquiers, Illois, Lannoy-Cuillère, Marques, Morienne, Quincampoix-Fleuzy, Ronchois et Saint-Valery.
| Marques  | Morienne    | Aumale                                      |
| Illois   | Haudricourt | Quincampoix-Fleuzy (Oise)                   |
| Ronchois | Criquiers   | Lannoy-Cuillère (Oise), Saint-Valery (Oise) |

### Hydrographie
La commune est située dans le bassin Seine-Normandie. Elle est drainée par la Bresle, le ruisseau de la Vitardiere et un bras de la Vitardière,,.
La Bresleest un fleuve côtier d'une longueur de 68 km, qui prend sa source dans la commune de Abancourt, à 180 mètres d’altitude, et se jette  dans la Manche au Tréport, après avoir traversé 30 communes. Des travaux menés en 2022 par le syndicat mixte d’aménagement de la Bresle (SMAB) de renaturation sur 1,3 km de la Vitardière ont permis d'en enlever la vase, facilitant ainsi le passage des poissons et des sédiments et réduisant ainsi les risques d'inondation lors des crues du cours d'eau
Un plan d'eau complète le réseau hydrographique : la mare Pavée (0,06 ha),.

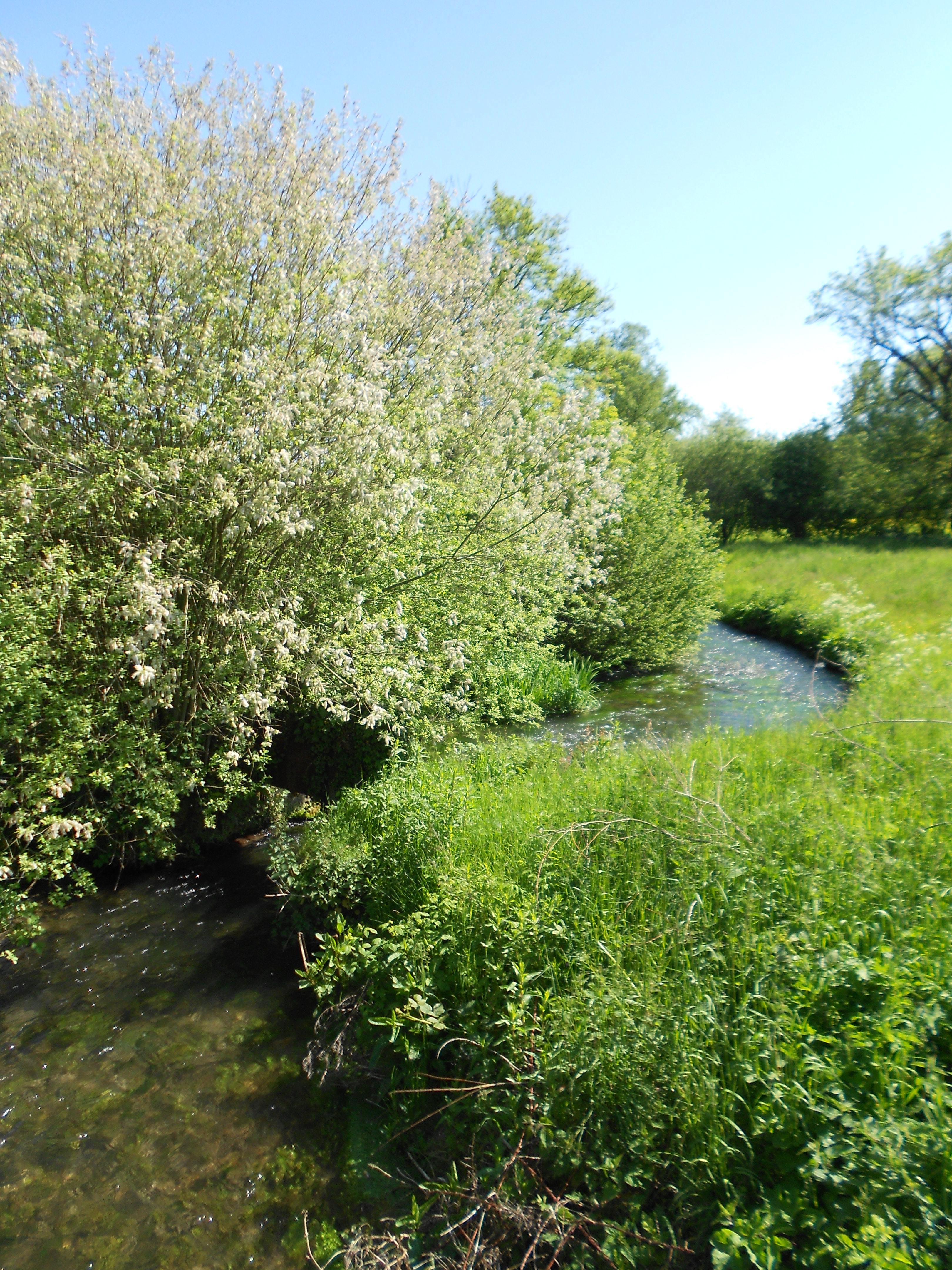
La Bresle au hameau de Villers.
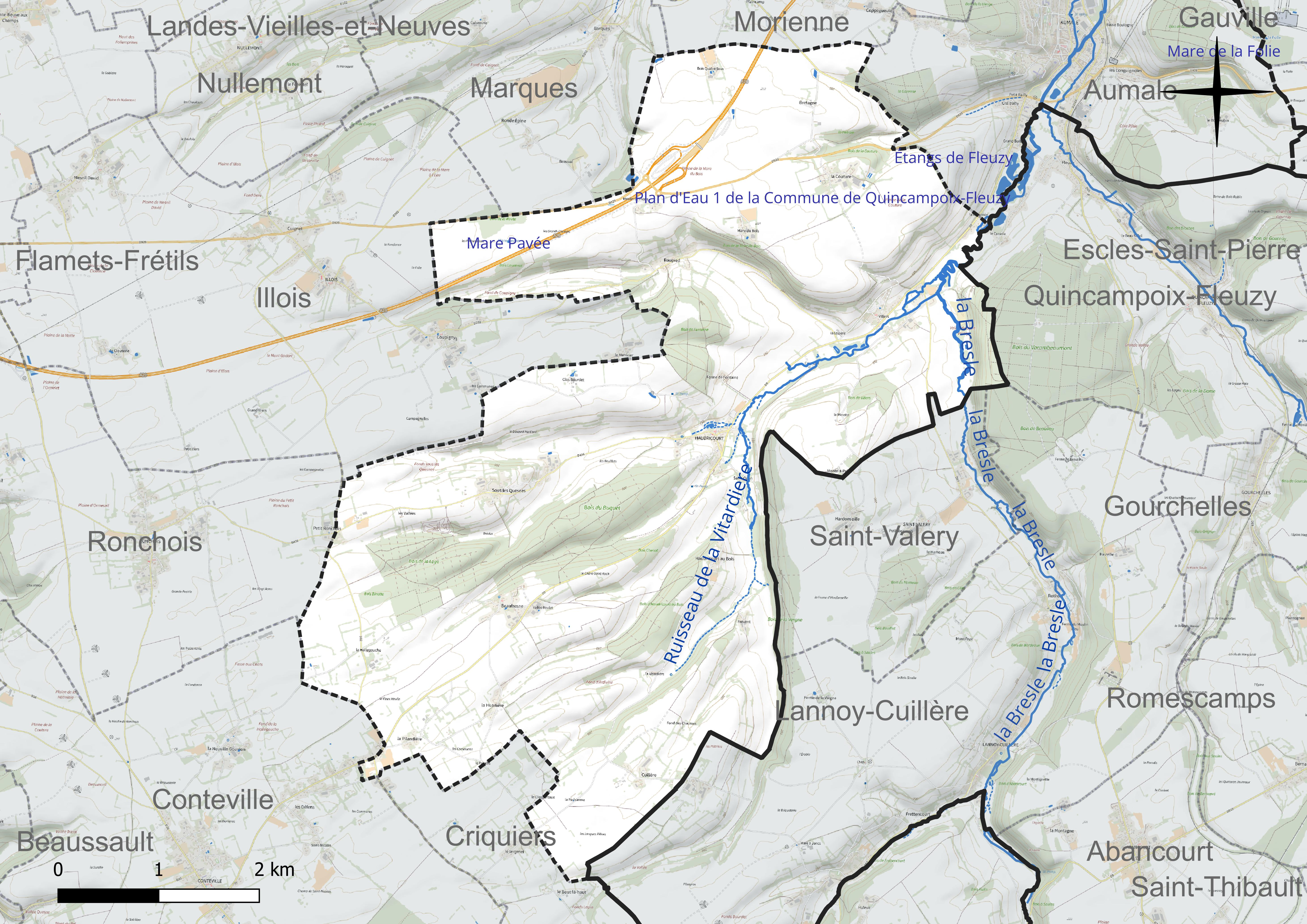
Réseau hydrographique d'Haudricourt.

### Climat
Pour des articles plus généraux, voir Climat de la Normandie et Climat de la Seine-Maritime.
En 2010, le climat de la commune est de type climat océanique dégradé des plaines du Centre et du Nord, selon une étude du CNRS s'appuyant sur une série de données couvrant la période 1971-2000. En 2020, Météo-France publie une typologie des climats de la France métropolitaine dans laquelle la commune est exposée à un climat océanique et est dans la région climatique Côtes de la Manche orientale, caractérisée par un faible ensoleillement (1 550 h/an) ; forte humidité de l’air (plus de 20 h/jour avec humidité relative > 80 % en hiver), vents forts fréquents. Parallèlement le GIEC normand, un groupe régional d’experts sur le climat, différencie quant à lui, dans une étude de 2020, trois grands types de climats pour la région Normandie, nuancés à une échelle plus fine par les facteurs géographiques locaux. La commune est, selon ce zonage, exposée à un « climat contrasté des collines », correspondant au Pays de Bray, bien arrosé et frais.
Pour la période 1971-2000, la température annuelle moyenne est de 9,6 °C, avec une amplitude thermique annuelle de 14,7 °C. Le cumul annuel moyen de précipitations est de 829 mm, avec 13,2 jours de précipitations en janvier et 8,6 jours en juillet. Pour la période 1991-2020, la température moyenne annuelle observée sur la station météorologique la plus proche, située sur la commune de Saint-Arnoult à 14 km à vol d'oiseau, est de 10,4 °C et le cumul annuel moyen de précipitations est de 797,2 mm,. Pour l'avenir, les paramètres climatiques de la commune estimés pour 2050 selon différents scénarios d’émission de gaz à effet de serre sont consultables sur un site dédié publié par Météo-France en novembre 2022.

## Urbanisme

### Typologie
Au 1er janvier 2024, Haudricourt est catégorisée commune rurale à habitat très dispersé, selon la nouvelle grille communale de densité à sept niveaux définie par l'Insee en 2022.
Elle est située hors unité urbaine et hors attraction des villes,.

### Occupation des sols

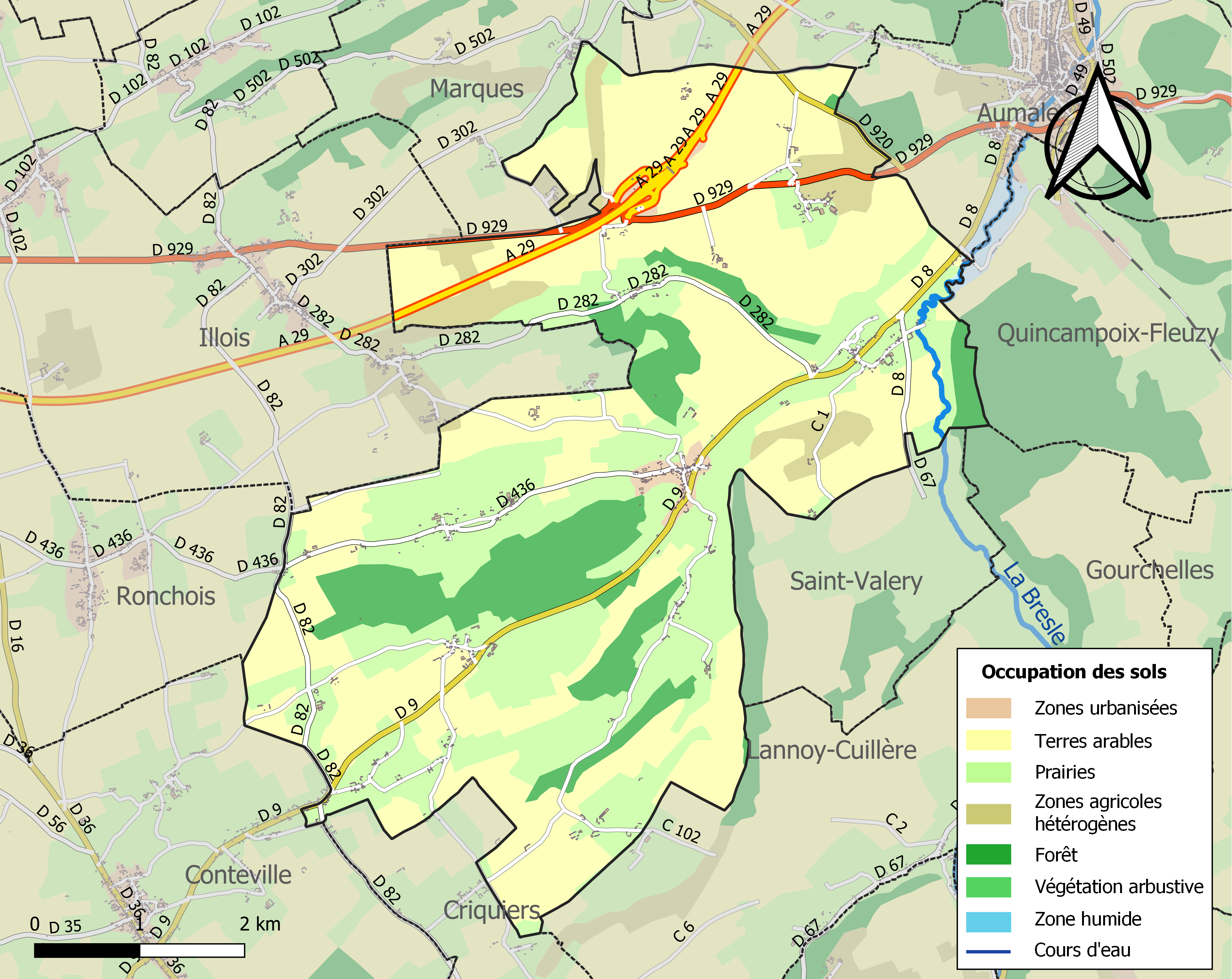
Carte des infrastructures et de l'occupation des sols de la commune en 2018 (CLC).

L'occupation des sols de la commune, telle qu'elle ressort de la base de données européenne d’occupation biophysique des sols Corine Land Cover (CLC), est marquée par l'importance des territoires agricoles (85,7 % en 2018), en diminution par rapport à 1990 (86,6 %). La répartition détaillée en 2018 est la suivante : 
terres arables (47 %), prairies (34,2 %), forêts (12,5 %), zones agricoles hétérogènes (4,4 %), zones industrielles ou commerciales et réseaux de communication (0,9 %), zones urbanisées (0,8 %), zones humides intérieures (0,1 %). L'évolution de l’occupation des sols de la commune et de ses infrastructures peut être observée sur les différentes représentations cartographiques du territoire : la carte de Cassini (XVIIIe siècle), la carte d'état-major (1820-1866) et les cartes ou photos aériennes de l'IGN pour la période actuelle (1950 à aujourd'hui).

### Lieux-dits, hameaux et écarts
La commune compte une vingtaine de hameaux et d'écarts, dont Bretagne Beaufresne, Roupied et Villers.

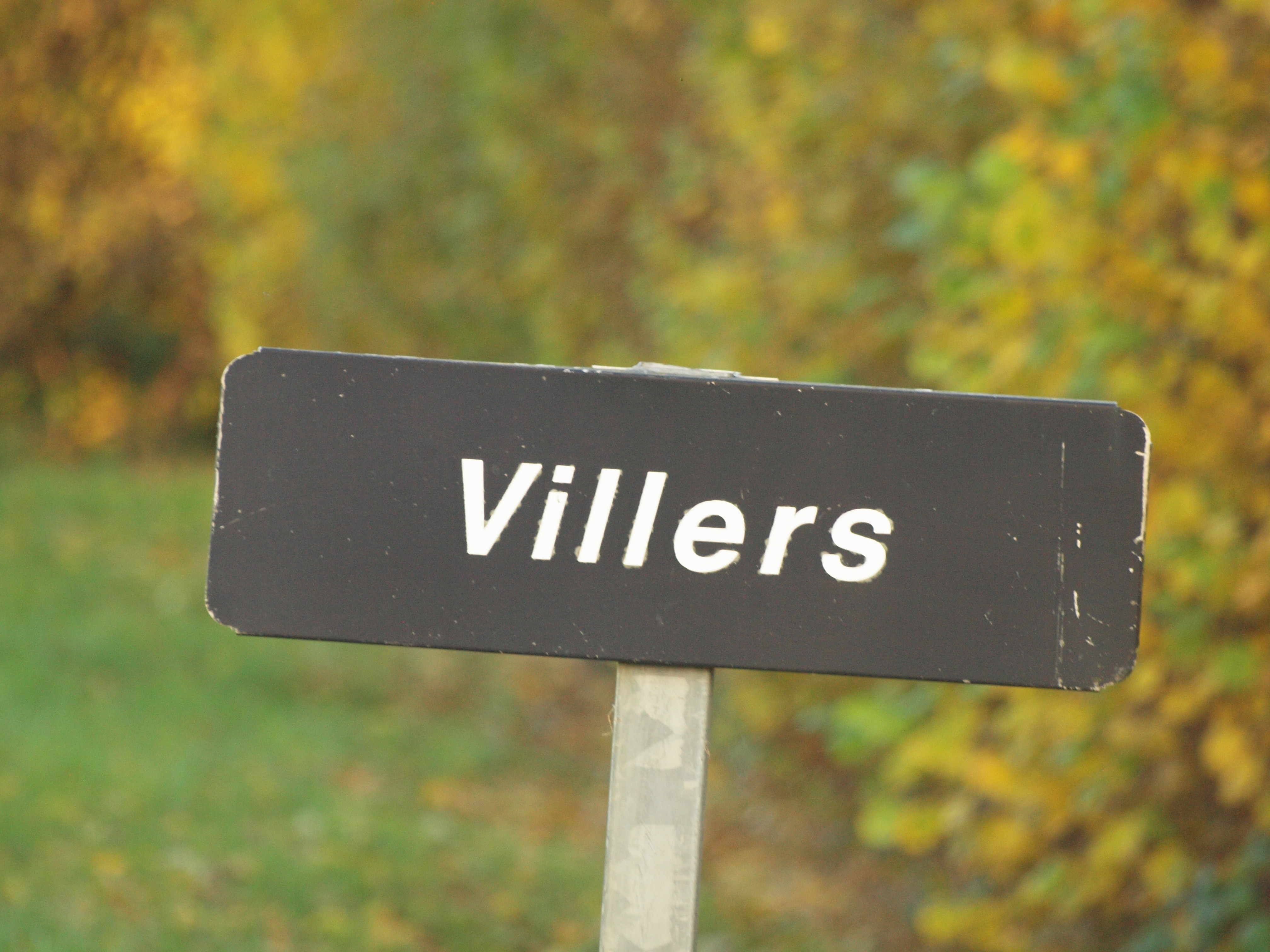
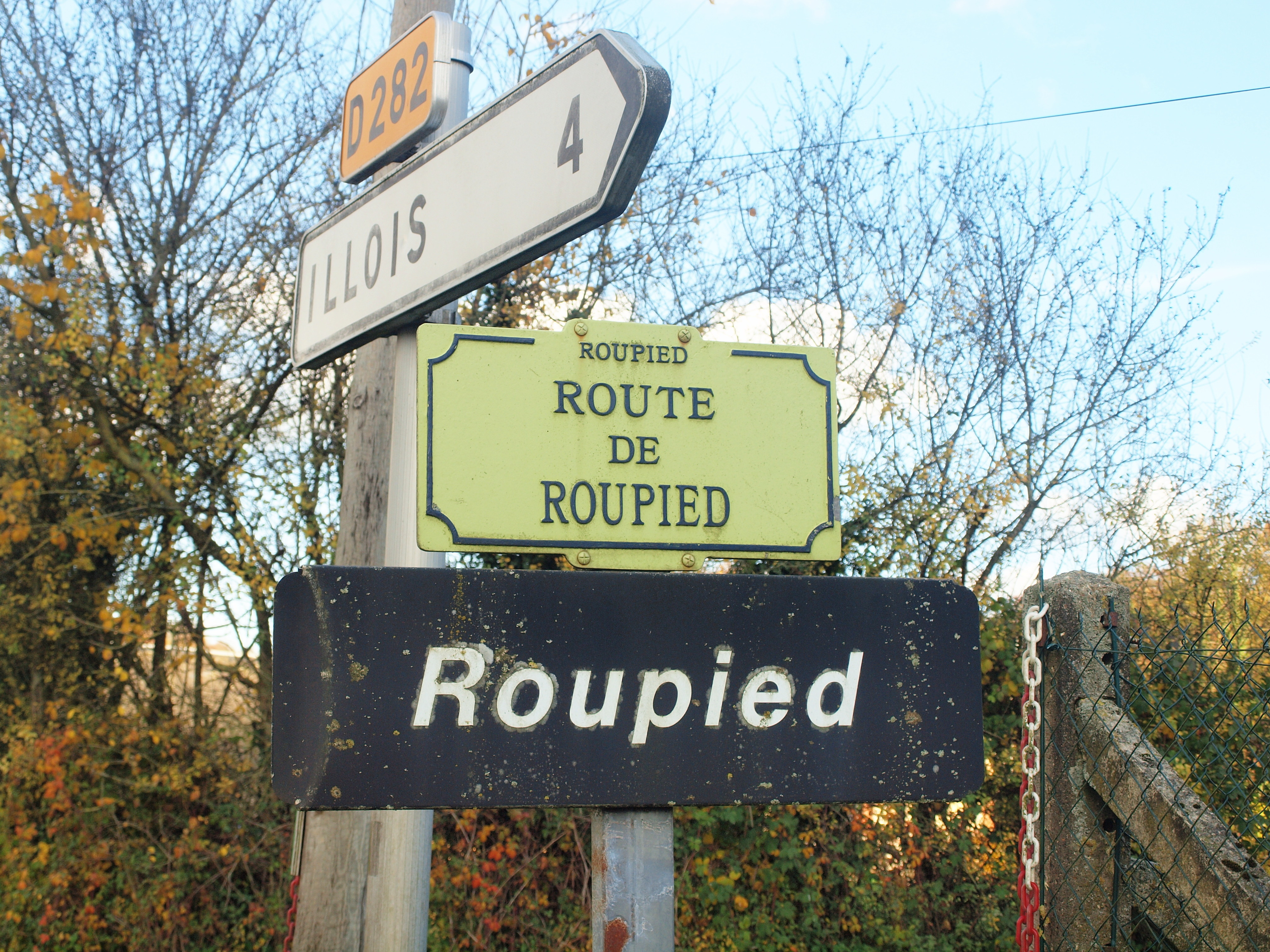

### Habitat et logement
En 2020, le nombre total de logements dans la commune était de 243, alors qu'il était de 249 en 2015 et de 238 en 2010.
Parmi ces logements, 79,4 % étaient des résidences principales, 7,6 % des résidences secondaires et 13 % des logements vacants. Ces logements étaient pour 99,6 % d'entre eux des maisons individuelles et pour 0 % des appartements.
Le tableau ci-dessous présente la typologie des logements à Haudricourt en 2020 en comparaison avec celle de la Seine-Maritime et de la France entière. Une caractéristique marqmais inférieure et à celle de la France entière (9,7 %). Concernant le statut d'occupation de ces logements, 83,5 % des habitants de la commune sont propriétaires de leur logement (86,8 % en 2015), contre 53 % pour la Seine-Maritime et 57,5 pour la France entière.
| Typologie                                               | Haudricourt | Seine-Maritime | France entière |
| ------------------------------------------------------- | ----------- | -------------- | -------------- |
| Résidences principales (en %)                           | 79,4        | 87,9           | 82,1           |
| Résidences secondaires et logements occasionnels (en %) | 7,6         | 4,1            | 9,7            |
| Logements vacants (en %)                                | 13          | 8,1            | 8,2            |

## Toponymie

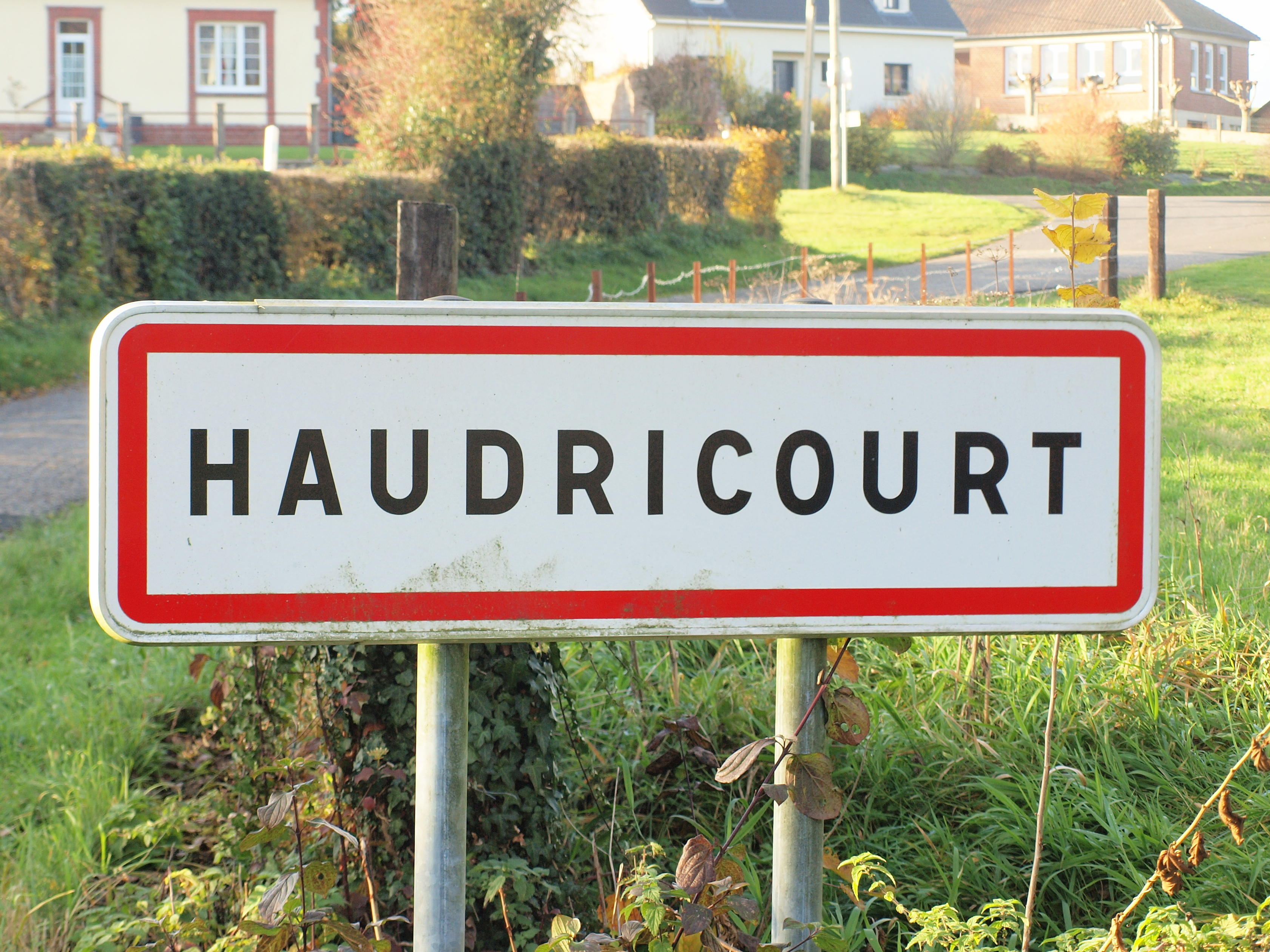

Le nom de la localité est attesté sous la forme Aldricort vers 1138, puis sous la forme latinisée Audricuria en 1337.
Il s'agit d'un type toponymique antérieur au Xe siècle en -court, jadis noté -cort. Cet appellatif toponymique caractéristique du nord de la France est issu du gallo-roman corte « cour de ferme, ferme, domaine rural », également noté cōrtem. La forme -curia des mentions latinisées s'explique par une étymologie erronée d'après le latin curia « cour, curie », responsable également de la graphie moderne du mot cour en français, alors que l'anglais court conserve la graphie ancienne du français.
Le premier élément Aldri-, Audri- ou Haudri- représente un anthroponyme germanique conformément à la plupart des toponymes en -court. Son identification exacte est complexe, peut-être Hild-ric, ou mieux Aldricus,, voire Haldricus. Cet anthroponyme germanique se perpétue dans les noms de famille Haudry et Audry,.
Selon Albert Dauzat, Haudry est composé des éléments hald « héros » et ric « puissant » et Audry de Alda « vieux » et ric « puissant ».
Le hameau de Bretagne tire probablement son nom de son ancien propriétaire, mentionné en 1481 comme étant Bretan, dit Bretaigne

## Histoire

### Moyen Âge
À partir de 1840 ont été trouvés des cercueils en pierre et en plâtre, sur le penchant d'une colline, au lieu dit le Camp Varnier.
Aux Larris-de-la-commune a été découverte en 1987 une nécropole mérovingienne comptant 103 sépultures des VIe et VIIe siècles. On constate une différence d'orientation des tombes : une majorité est orientée nord-sud, une partie est orientée est-ouest et une autre ouest-est. Cette différence est peut-être l'indice de communautés culturelles d'origines ethniques et géographiques différentes. Le mobilier « guerrier » de certaines tombes (un scramasaxe, une lame de couteau en fer), certains bijoux et plaques boucles en fer damasquiné font penser à un groupe de Germains et leurs familles, comme on le voit ailleurs.

### Temps modernes
N.-R. Potin de La Mairie relate qu'en 1592, Henri IV blessé lors d'un combat avec le duc de Parme, est pansé dans une ferme du hameau de Bretagne, tenue par le fermier Cauchois.

### Époque contemporaine
La commune de Haudricourt, instituée par la Révolution française, a absorbé en 1823 celle de Villers-sur-Aumale, puis, le 29 novembre 1970, celle de Beaufresne.

## Politique et administration

### Rattachements administratifs et électoraux

#### Rattachements administratifs
La commune se trouve depuis 1926 dans l'arrondissement de Dieppe du département de la Seine-Maritime
Elle faisait partie depuis 1793 du canton d'Aumale. Dans le cadre du redécoupage cantonal de 2014 en France, cette circonscription administrative territoriale a disparu, et le canton n'est plus qu'une circonscription électorale.

#### Rattachements électoraux
Pour les élections départementales, la commune fait partie depuis 2014 du canton de Gournay-en-Bray.
Pour l'élection des députés, elle fait partie depuis 2012 de la sixième circonscription de la Seine-Maritime.

### Intercommunalité
Haudricourt était membre de la communauté de communes du canton d'Aumale, créée fin 2001.
Dans le cadre de l'approfondissement de la coopération intercommunale prévu par la loi portant nouvelle organisation territoriale de la République (Loi NOTRe) du 7 août 2015, cette intercommunalité a fusionné avec sa voisine pour former, le 1er janvier 2017, la communauté de communes interrégionale Aumale - Blangy-sur-Bresle dont est désormais membre la commune.

### Liste des maires
| Période                                  | Période                     | Identité                     | Étiquette | Qualité                                                         |
| ---------------------------------------- | --------------------------- | ---------------------------- | --------- | --------------------------------------------------------------- |
| Les données manquantes sont à compléter. |                             |                              |           |                                                                 |
|                                          |                             |                              |           |                                                                 |
| 1806                                     | 1808                        | Pierre Pongny                |           |                                                                 |
| 1808                                     | janvier 1816                | François Lassé               |           |                                                                 |
| janvier 1816                             | juillet 1816                | Pierre Jean Vasseur          |           |                                                                 |
| aout 1816                                | 1832                        | Blaise Mallart               |           |                                                                 |
| 1832                                     | 1857                        | Paul Pollet                  |           |                                                                 |
| 1858                                     | 1859                        | Blaise Mallart               |           |                                                                 |
| 1859                                     | 1875                        | Charles Yvart                |           |                                                                 |
|                                          |                             |                              |           |                                                                 |
| 1888                                     | 1892                        | Pierre Louis Mallet          |           |                                                                 |
| 1892                                     | 1912                        | Eugène Arsène Coussot        |           |                                                                 |
| 1912                                     | 1919                        | Alfred Berneuil              |           |                                                                 |
| 1919                                     | 1945                        | Emile Retourné               |           |                                                                 |
| 1945                                     | 1947                        | Henri Testu                  |           |                                                                 |
| 1947                                     | 1949                        | Charles Pierre Marie Poilvet |           |                                                                 |
| 1949                                     | 1958                        | Eugène Decorde               |           |                                                                 |
| 1958                                     | 1959                        | Athanase Dumont              |           |                                                                 |
| 1959                                     | 1966                        | Jean Retourné                |           |                                                                 |
| 1966                                     | 1982                        | Désiré Darry                 | DVG       |                                                                 |
| 1982                                     | 2014                        | Jacques Rousselin            |           |                                                                 |
| 2014                                     | février 2024                | Dany Delabouglise,           |           | Président du SIGE de Conteville et Haudricourt Mort en fonction |
| 2024                                     | En cours (au 23 avril 2024) | Véronique Boutin             |           |                                                                 |

## Démographie
L'évolution du nombre d'habitants est connue à travers les recensements de la population effectués dans la commune depuis 1793. Pour les communes de moins de 10 000 habitants, une enquête de recensement portant sur toute la population est réalisée tous les cinq ans, les populations de référence des années intermédiaires étant quant à elles estimées par interpolation ou extrapolation. Pour la commune, le premier recensement exhaustif entrant dans le cadre du nouveau dispositif a été réalisé en 2006.

En 2022, la commune comptait 456 habitants, en évolution de +8,06 % par rapport à 2016 (Seine-Maritime : +0,35 %, France hors Mayotte : +2,11 %).
| 1793 | 1800 | 1806 | 1821 | 1831 | 1836 | 1841 | 1846 | 1851 |
| ---- | ---- | ---- | ---- | ---- | ---- | ---- | ---- | ---- |
| 401  | 396  | 421  | 459  | 771  | 776  | 791  | 779  | 800  |

| 1856 | 1861 | 1866 | 1872 | 1876 | 1881 | 1886 | 1891 | 1896 |
| ---- | ---- | ---- | ---- | ---- | ---- | ---- | ---- | ---- |
| 776  | 762  | 726  | 714  | 671  | 656  | 621  | 618  | 558  |

| 1901 | 1906 | 1911 | 1921 | 1926 | 1931 | 1936 | 1946 | 1954 |
| ---- | ---- | ---- | ---- | ---- | ---- | ---- | ---- | ---- |
| 538  | 528  | 539  | 507  | 524  | 501  | 533  | 574  | 515  |

| 1962 | 1968 | 1975 | 1982 | 1990 | 1999 | 2006 | 2011 | 2016 |
| ---- | ---- | ---- | ---- | ---- | ---- | ---- | ---- | ---- |
| 508  | 423  | 491  | 456  | 443  | 443  | 457  | 471  | 422  |

| 2021 | 2022 | - | - | - | - | - | - | - |
| ---- | ---- | - | - | - | - | - | - | - |
| 440  | 456  | - | - | - | - | - | - | - |

## Culture locale et patrimoine

### Lieux et monuments
- Église Saint-Jean-et-Saint-Martin. l'Abbé Cochet mentionnait en 1871 : « L'église, dédiée à saint Jean et à saint Martin, doit remonter, pour le fond, au XIe et au XIIe siècle. Dans l'appareil de la nef, qui est en forme d'arête de poisson , on remarque des tuiles antiques. Le pignon de l'ouest est percé d'une porte et d'une fenêtre romanes. Au chevet, un grand cintre encadre trois ogives inégales, emblème de la Trinité. Le reste de l'église a été refait au XVIIe et au XVIIIe siècle[28] ».

Le coq du clocher a été béni l’abbé Jean-Claude Varin après la réfection du clocher, début 2021. Celui-ci est connu pour être fortement incliné. Selon de nombreux habitants, il s'agirait d'une déformation de la charpente, mais il semblerait qu'il s'agit d'une situation volontaire permettant de mieux lutter contre la force des vents violents du secteur
- Église Notre-Dame à Villers[41]. Egalement selon l'Abbé Cochet, elle comprend une « nef du XVIIe et du xXVIIIe siècle, flanquée au midi d'une chapelle seigneuriale, ornée d'une corniche sculptée et garnie d'une belle fenêtre ogivale à meneaux, avec verrière représentant le Jugement dernier. Le chœur, construit au XVIe siècle, en pierre blanche, remplacée par de la brique en certains endroits, est éclairé par cinq fenêtres à un meneau, dont trois sont au chevet. Deux contiennent des verrières. Au midi est une Annonciation au bas de laquelle on voit les donateurs conduits par leurs saints patrons. Au nord sont la Naissance de Jésus-Christ, l'Adoration des Bergers et les emblèmes mystiques de la Vierge Marie. Au bas est le donateur, M. Philippe Féret, curé du lieu eu 1546. Corniche en bois sculpté et restes d'un baldaquin placé sur l'autel pour porter des rideaux et une suspension du saint sacrement[28] ».

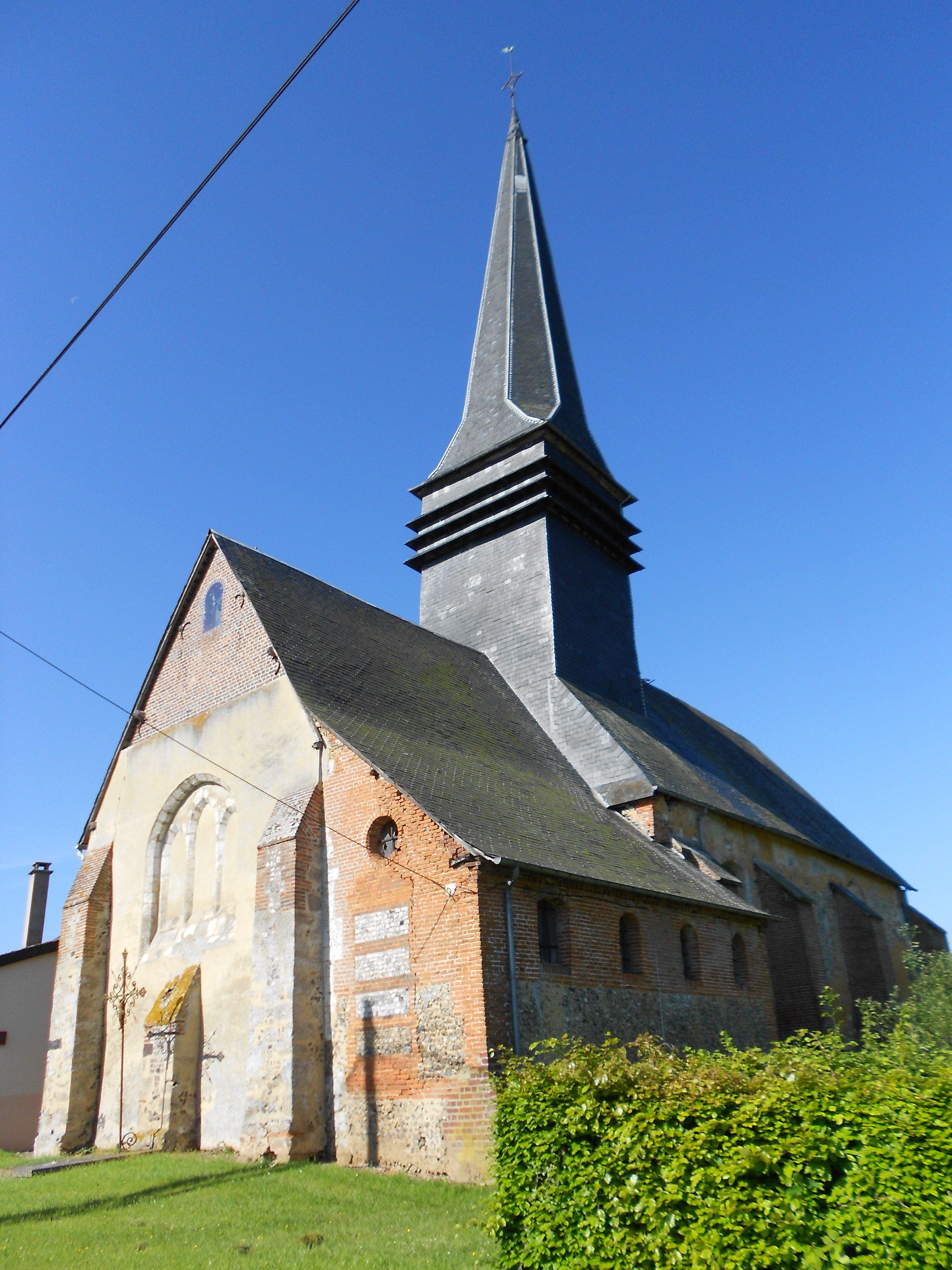
Église d'Haudricourt .
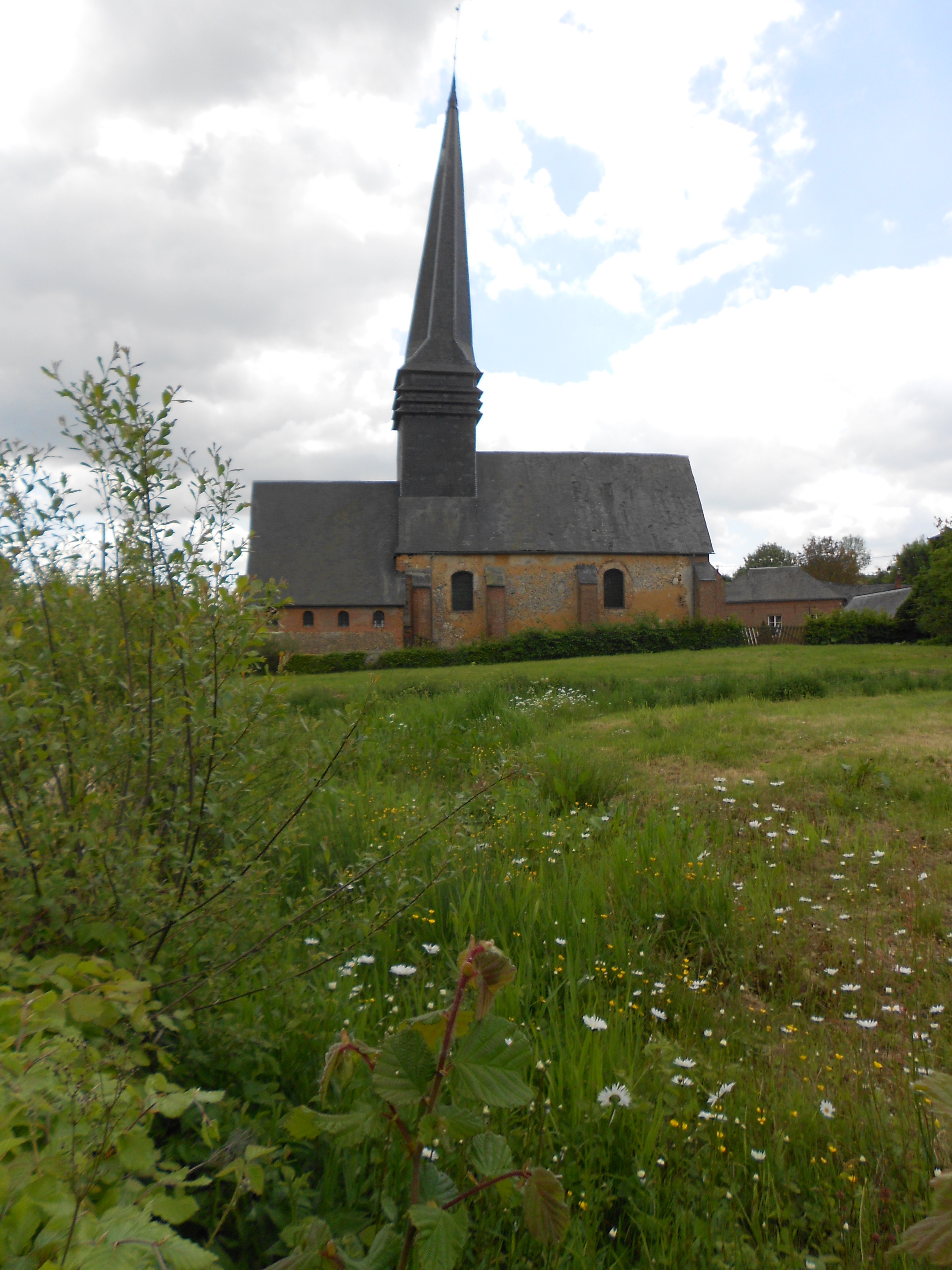
Église d'Haudricourt .
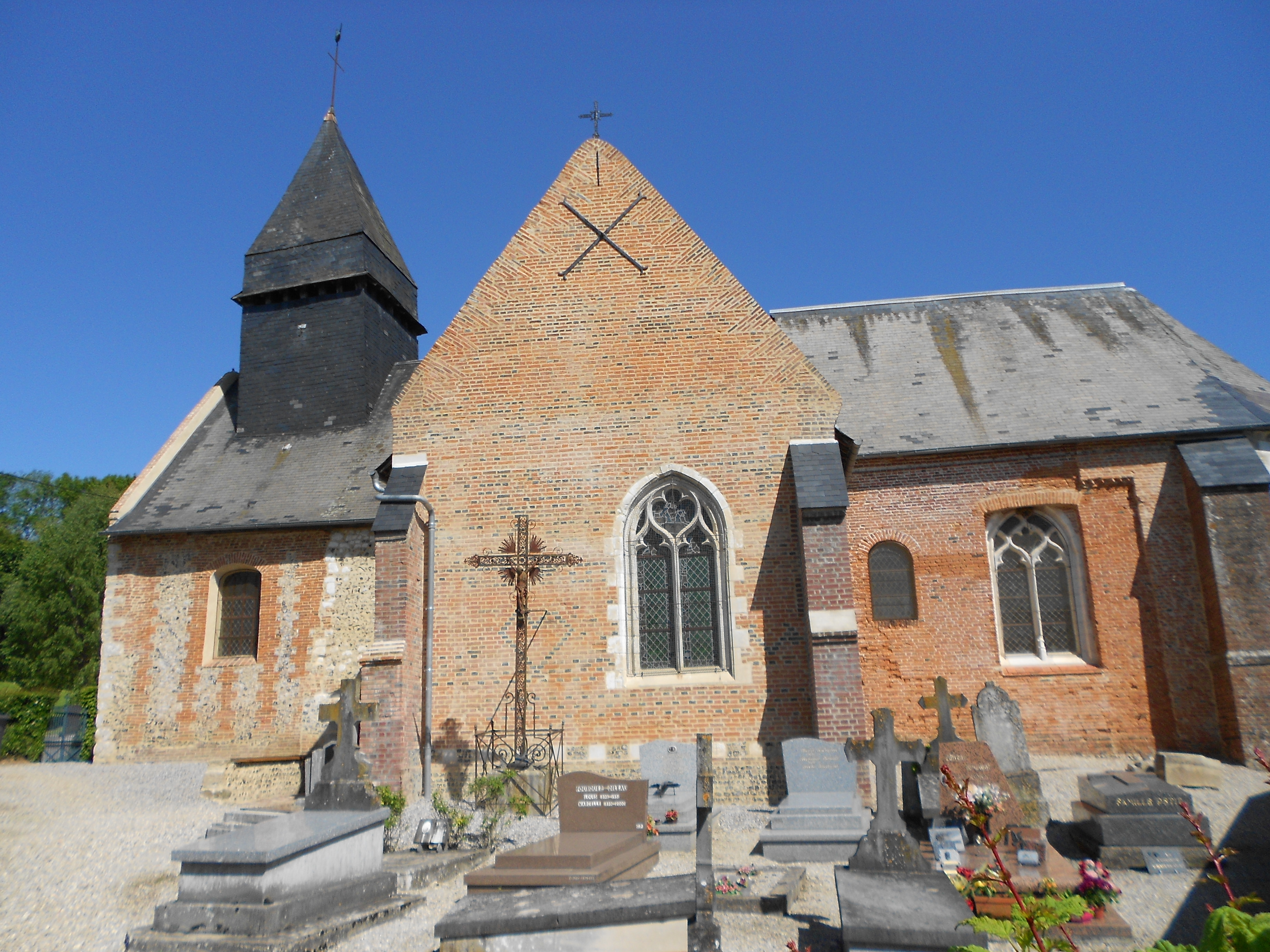
Église de Villers (hameau d'Haudricourt).
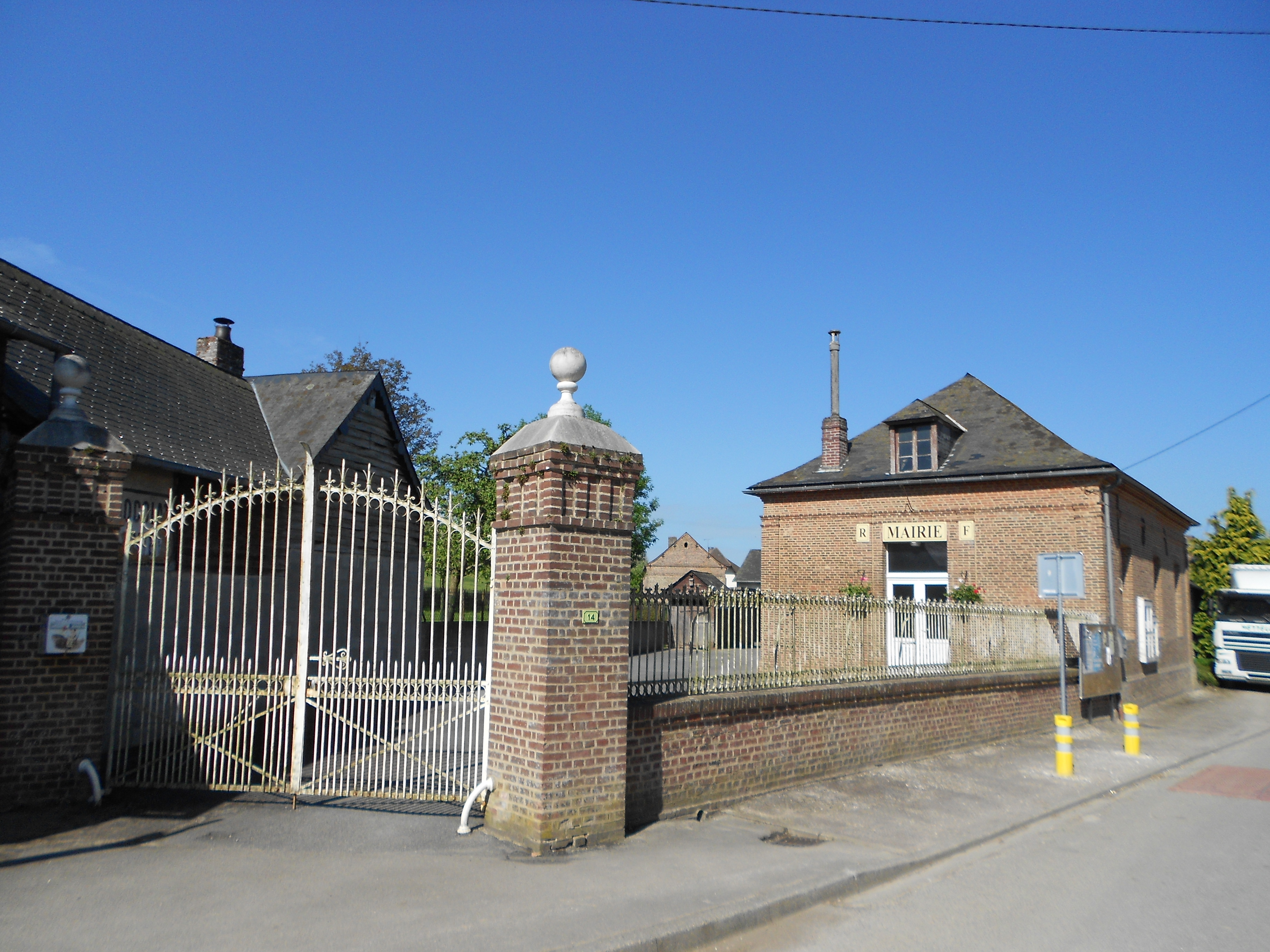
Mairie d'Haudricourt.
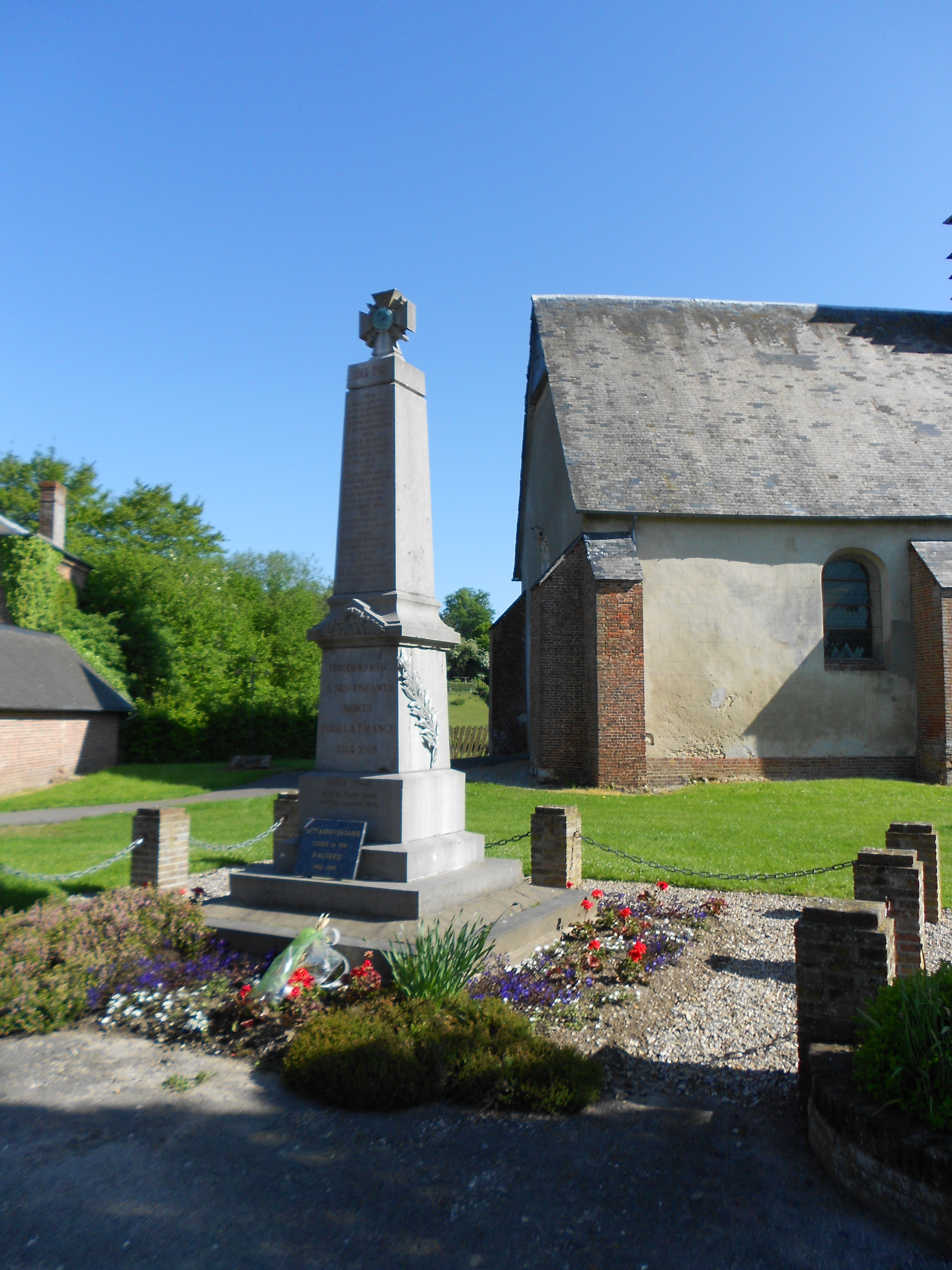
Monument aux morts d'Haudricourt.
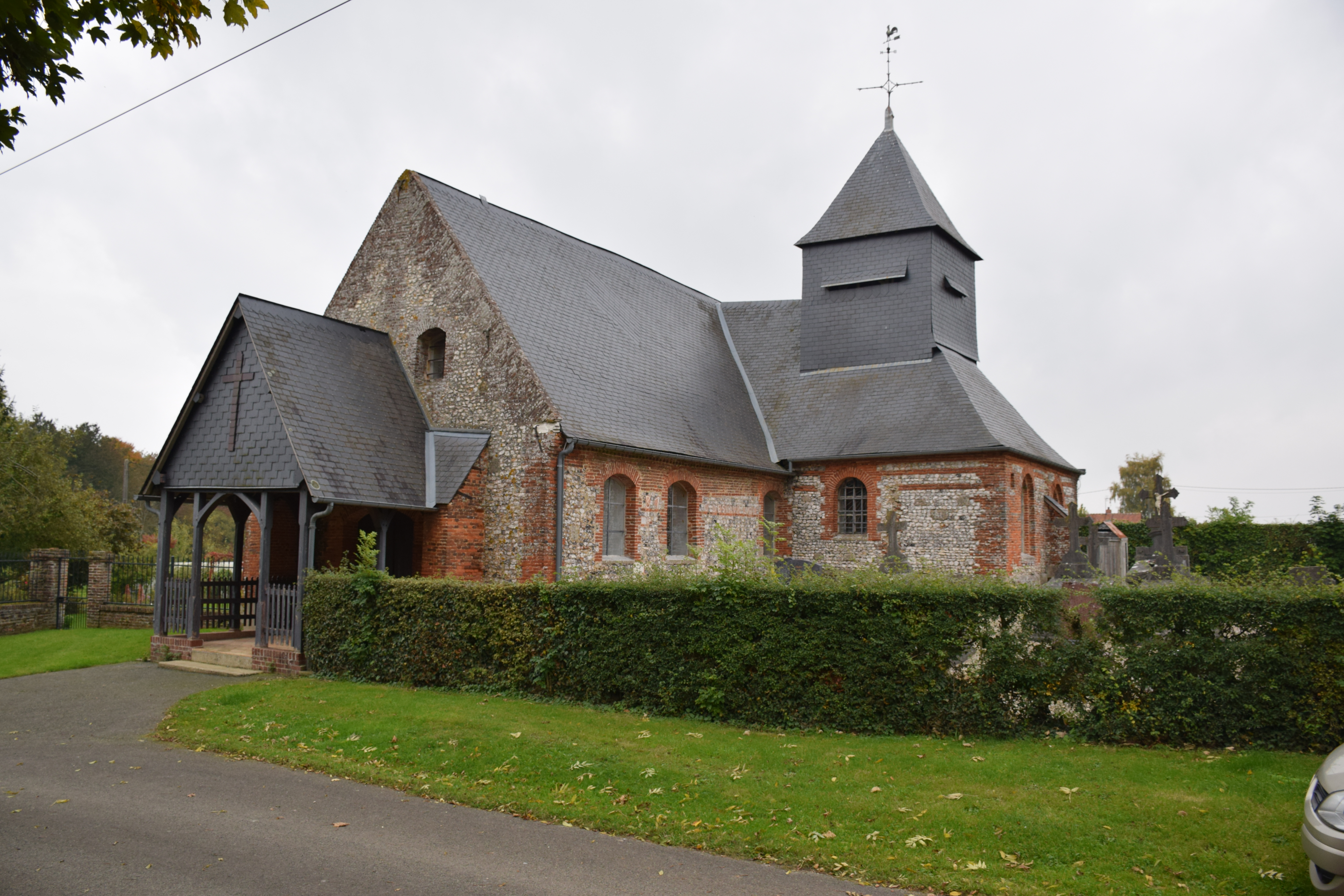
Église de Beaufresne (hameau d'Haudricourt).

### Personnalités liées à la commune

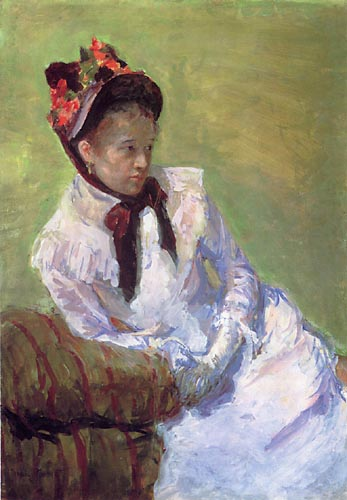
Autoportrait de Mary Cassatt, vers 1878.
Collections du Metropolitan Museum of Art.

- Jean Baptiste Arthur Gentien Mey de Châles (1857- ), capitaine au 41e régiment d'infanterie, chevalier de la Légion d'honneur, né à Haudricourt[42].
- Prosper Albert Armand Monnier (1859-1934), adjudant-chef, gardien de batterie au parc d'artillerie de la place de Maubeuge, chevalier de la Légion d'honneur, né à Haudricourt[43].
- L'artiste peintre américaine Mary Cassatt (1844-1926), propriétaire du château de Beaufresne.